# Thwaitesia simoni
Thwaitesia simoni là một loài nhện trong họ Theridiidae.
Loài này thuộc chi Thwaitesia. Thwaitesia simoni được Eugen von Keyserling miêu tả năm 1884.